# Ferrièiras de las Veirièiras
Ferrièiras de las Veirièiras (en francès Ferrières-les-Varreries) és un municipi occità del Llenguadoc, situat al departament de l'Erau i a la regió d'Occitània.